# 5842 Cancelli
5842 Cancelli è un asteroide della fascia principale. Scoperto nel 1986, presenta un'orbita caratterizzata da un semiasse maggiore pari a 2,5852731 UA e da un'eccentricità di 0,1266397, inclinata di 13,93509° rispetto all'eclittica.